# Sarcofago clazomenio

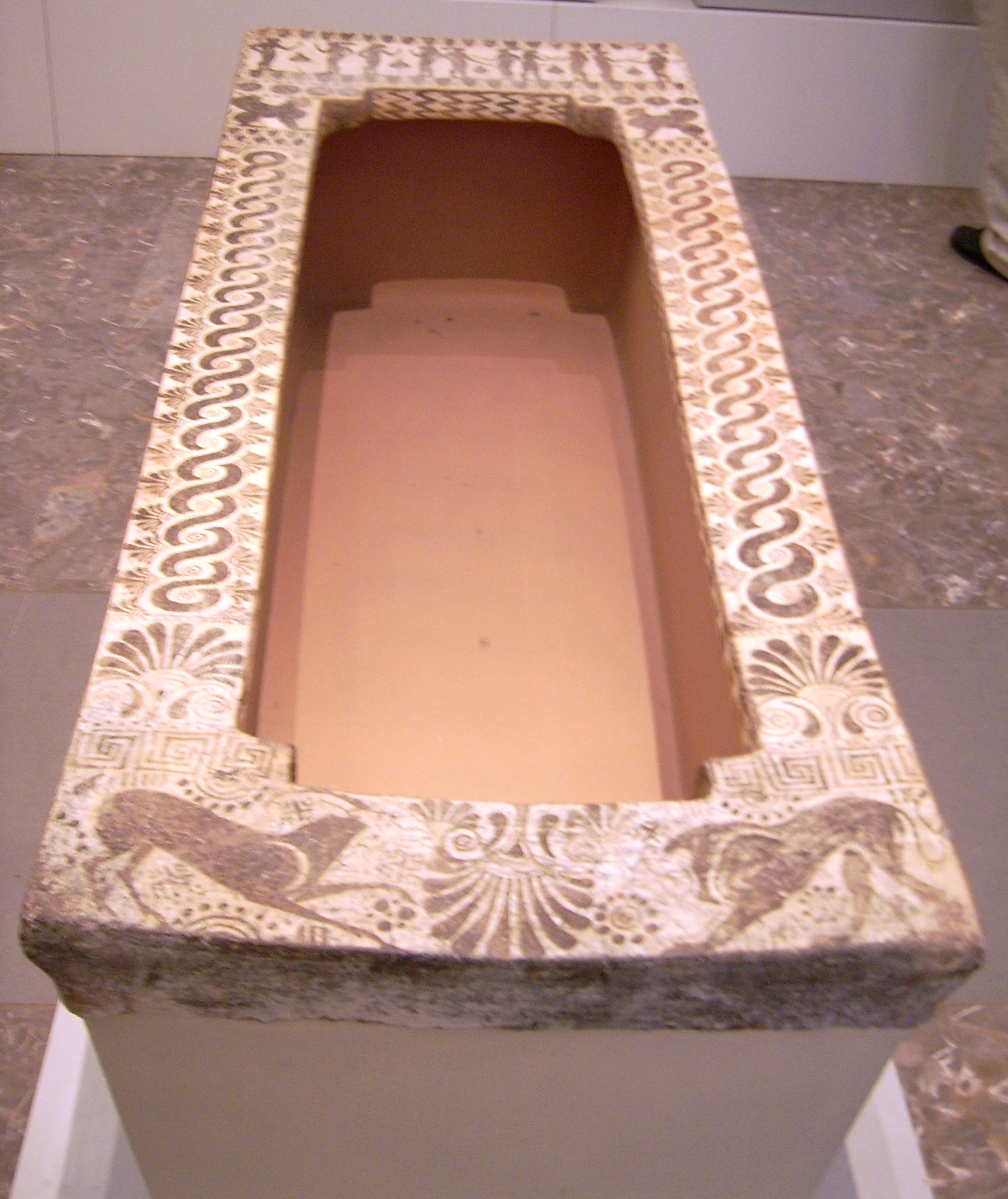
Berlino, Altes Museum 30030.

I sarcofagi clazomeni sono sarcofagi fittili, solitamente di forma trapezoidale, con decorazione dipinta, databili tra la metà del VI secolo e il 450 a.C., rinvenuti in gran parte nella necropoli di Clazomene, luogo di origine di questa produzione, o nei dintorni (Smirne, Rodi, Samo, Lesbo e Efeso); il peso notevole di questi oggetti funerari ne limitava la diffusione. La decorazione, a figure nere o a risparmio, è eseguita prevalentemente nel tardo stile delle capre selvatiche tipico della Ionia settentrionale, ma presenta alcune similitudini con la ceramica clazomenia e con lo stile attico.

## Decorazione

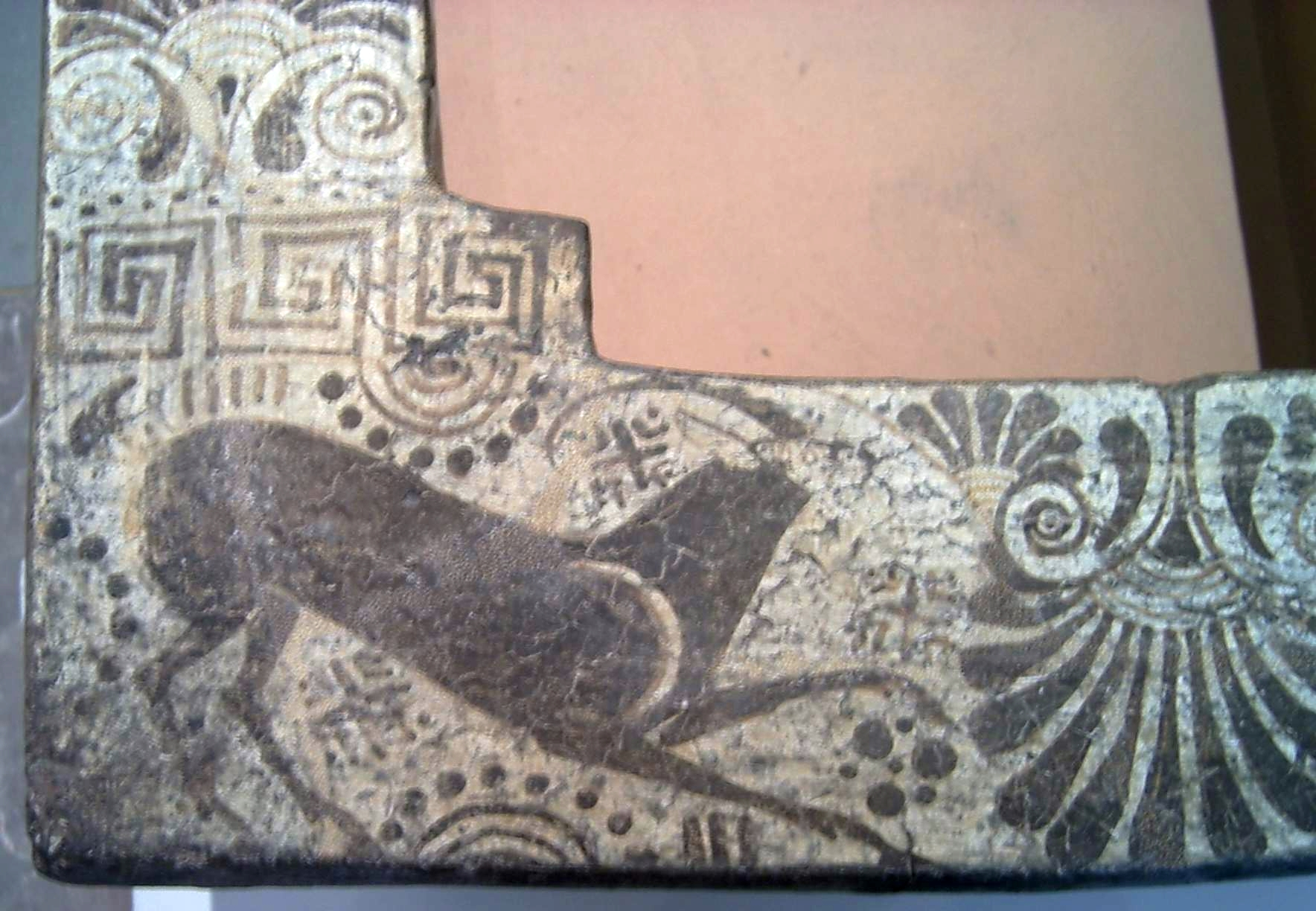
Berlino, Altes Museum 30030.

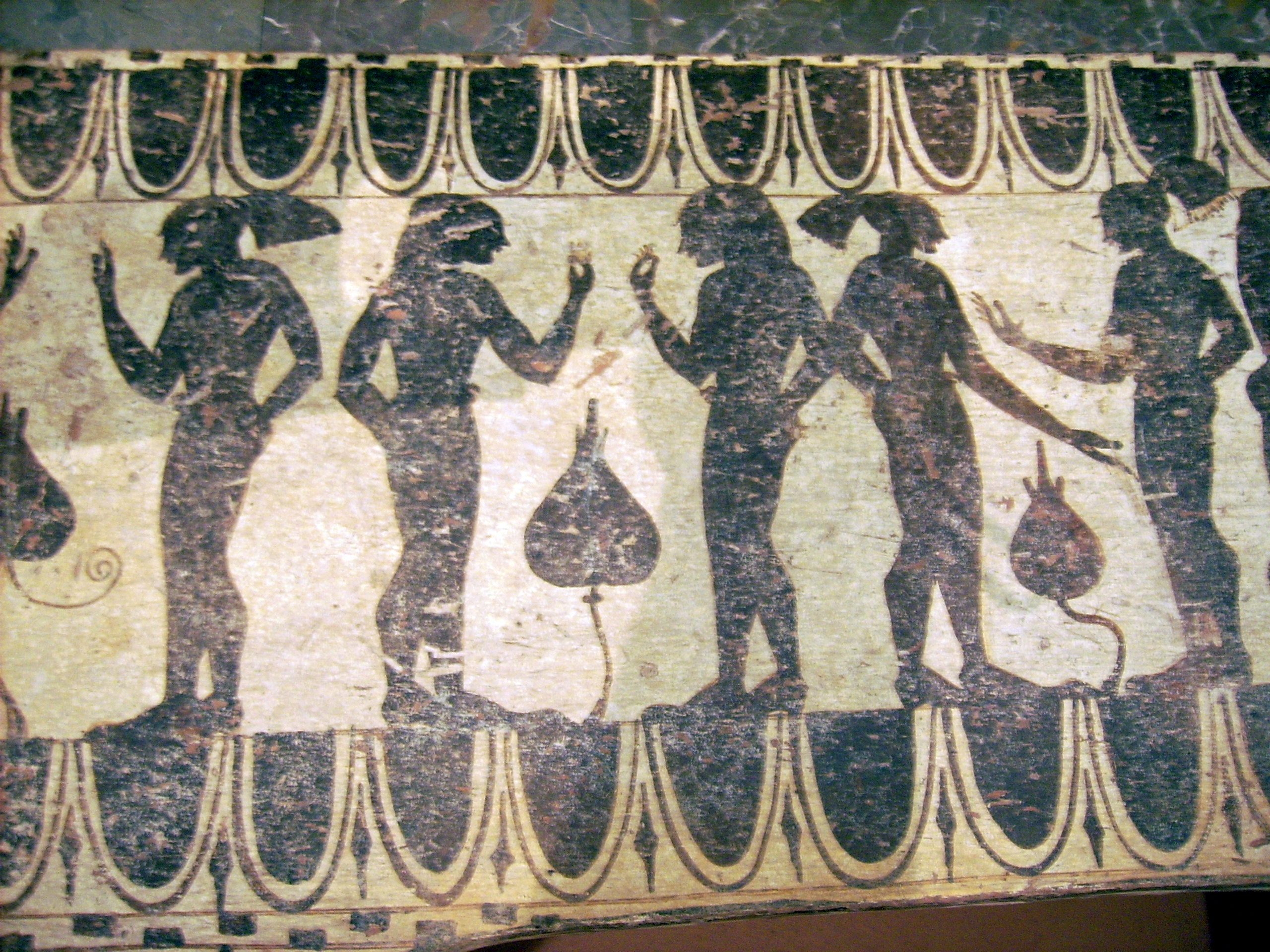
Berlino, Altes Museum 30030.

L'argilla usata per la fabbricazione dei sarcofagi tende al rosso ed è simile a quella usata per i mattoni, l'ingubbio è color crema e la pittura di un marrone scuro; i colori bianco e porpora aggiunti generalmente non sono sopravvissuti al tempo. La tecnica a risparmio è impiegata per le figure di animali dipinte in composizioni simmetriche; i soggetti preferiti a figure nere sono scene di guerra o corse di carri dove l'azione è comunque scarsa e si bada prevalentemente alla simmetria compositiva, mentre sono rare le scene mitologiche. Frequentemente le figure nere sono solo imitative e le linee incise sono sostituite da linee di bianco aggiunto. Su alcuni esemplari più tardi si trovano esperimenti con le figure rosse, o meglio, "figure bianche", risparmiate su fondo color crema.
I sarcofagi di terracotta erano largamente utilizzati nell'oriente greco del VI secolo a.C. e avevano generalmente forma semplice e non decorata; a partire da alcuni esemplari con il bordo più ampio sul quale sono stati dipinti motivi decorativi lineari, una versione più elaborata si è sviluppata intorno alla metà del VI secolo a.C. La parte decorata era il bordo superiore della cassa che aveva forma rettangolare negli esemplari più antichi e forma trapezoidale in quelli più recenti con il pannello della testata più ampio, un mutamento avvenuto nel terzo quarto del secolo. Gli esemplari più antichi avevano i listelli corti decorati con figure di animali dipinte con tecnica a risparmio, in seguito vennero introdotte le figure umane dipinte a figure nere, il pannello di testata assunse un'importanza maggiore e si ingrandì fino a far assumere all'intero sarcofago una forma trapezoidale. I lati lunghi erano decorati con intrecci e palmette e terminavano alle estremità con due pannelli decorati con figure o motivi ornamentali. I sarcofagi dipinti clazomeni sono gli unici reperti fittili della Grecia orientale sui quali si continuò ad impiegare il tardo stile delle capre selvatiche, tipico della Ionia settentrionale, che altrimenti si sarebbe creduto estinto alla metà del VI secolo a.C.
A partire dall'evoluzione in forma trapezoidale sono state individuate e distinte le mani di alcuni pittori. Il Pittore di Borelli è stilisticamente affine al Pittore di Petrie (→ Ceramica clazomenia), i suoi lavori sono databili al 530 a.C. ed è quindi uno dei più antichi tra gli autori individuati. Il gruppo dell'Albertinum è più recente e sembra aver stabilito una sorta di monopolio sull'attività di decorazione dei sarcofagi, infine il Pittore di Hopkinson semplifica la decorazione fino ad evitare l'uso delle figure nere. La datazione di questi autori è difficoltosa e basata quasi esclusivamente su confronti stilistici; i sarcofagi decorati erano sufficientemente costosi da non richiedere ulteriori offerte funerarie, di conseguenza sono scarse le testimonianze vascolari utili per la datazione delle tombe.